# Université-de-Montréal (métro de Montréal)

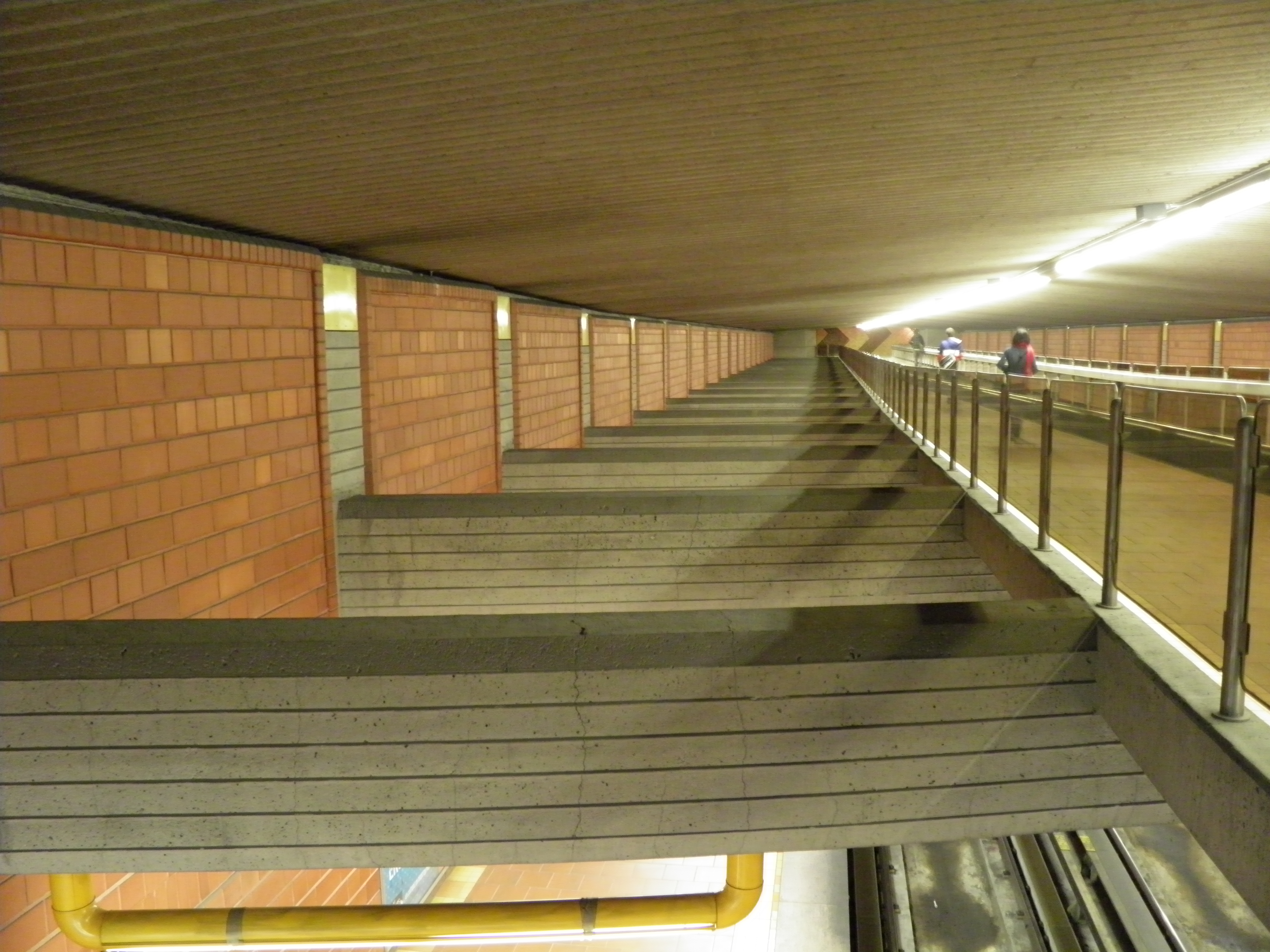
Couloir dans la station.

Université-de-Montréal est une station de la ligne bleue du métro de Montréal située dans le quartier Côte-des-Neiges de l'arrondissement Côte-des-Neiges–Notre-Dame-de-Grâce.

## Historique
La station est inaugurée le 4 janvier 1988.

## Origine du nom
Le nom de la station provient de l'Université de Montréal, dont le campus est situé aux alentours de la station, avec un tunnel piéton reliant le bâtiment principal, Pavillon Roger-Gaudry. La station s'est brièvement appelée Station de l'Université-de-Montréal entre mai et novembre 2014, avant que la Société de transport de Montréal ne revienne sur sa décision,.

## Lignes de bus
| Numéros | Noms                 | Services |
| ------- | -------------------- | -------- |
| 51      | Édouard-Montpetit    | De Jour  |
| 119     | Rockland             | De Jour  |
| 368     | Avenue-du-Mont-Royal | De Nuit  |

## Édicules

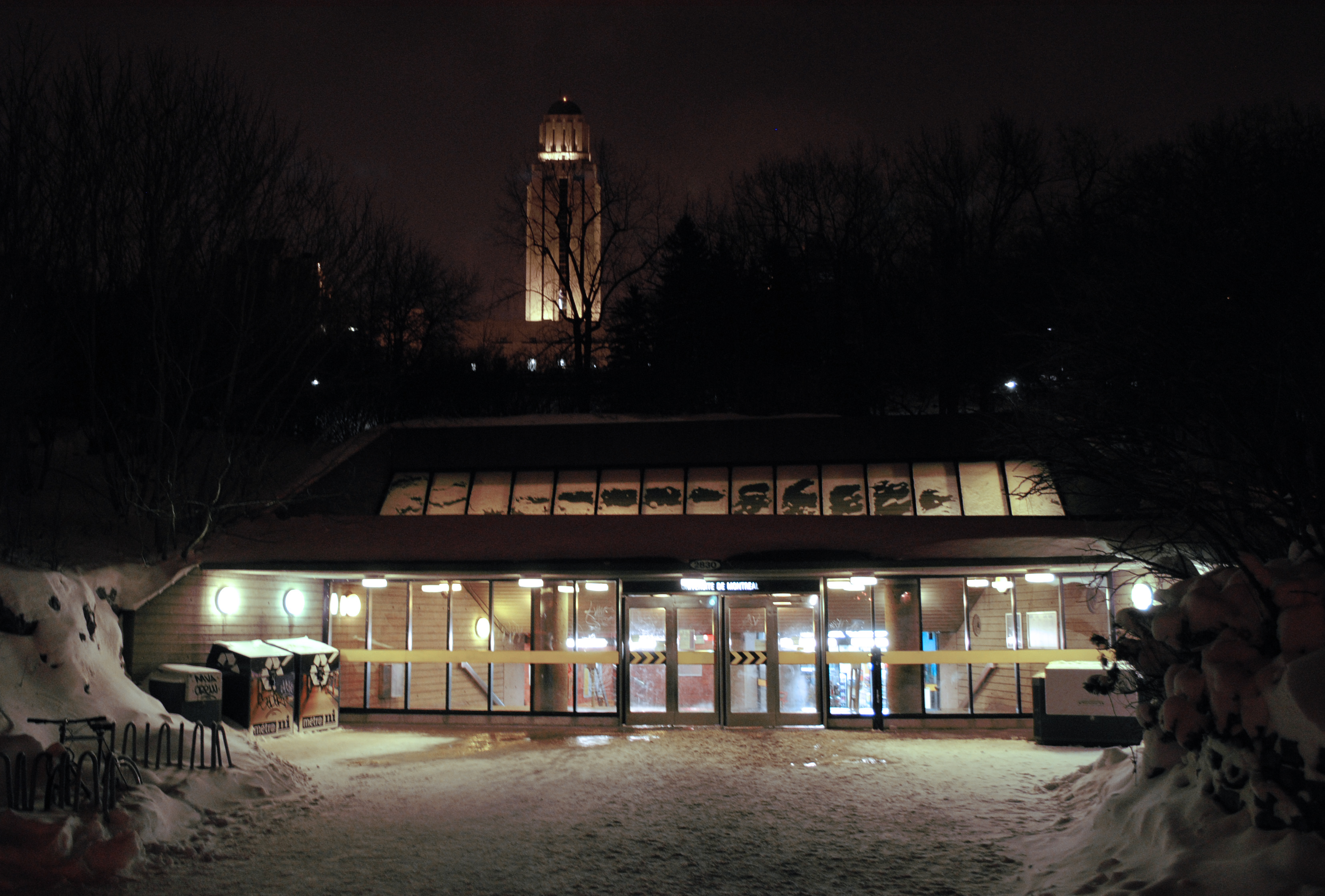
Édicule de la station.

- Édicule A:  2830, boul. Édouard-Montpetit
- Édicule B:  5400, av. Louis-Colin
- Édicule C:  2810, boul. Édouard-Monpetit (accès intérieur à l'Université de Montréal) (Fermé pour une durée indéterminée)

L'édicule A comporte une sortie vers le boulevard Édouard-Montpetit.
L'édicule B comporte une sortie vers la rue Louis-Colin et l'Université de Montréal.
L'édicule C comporte une sortie vers le boulevard Édouard-Montpetit. Un tunnel piétonnier souterrain relie cette sortie avec l'Université de Montréal. Malheureusement, cet édicule est fermé pour une durée indéterminée par la demande de l'Université de Montréal en raison du mouvement d'air engendré par la circulation des trains (effet piston).

## Principales intersections à proximité
- Boulevard Édouard-Montpetit / Avenue Louis-Colin

## Centres d'intérêt à proximité
- Université de Montréal
  - Polytechnique Montréal
  - HEC Montréal
- Collège Jean-de-Brébeuf
- Centre hospitalier universitaire Sainte-Justine